# Holmsland Klit Pastorat
Holmsland Klit Pastorat er et pastorat i Ringkøbing Provsti, Ribe Stift med de tre sogne:
- Hvide Sande Sogn
- Haurvig Sogn
- Lyngvig Sogn

I pastoratet er der tre kirker
- Hvide Sande Kirke
- Haurvig Kirke
- Lyngvig Kirke